# Grafmonument van Keesje Daniëls
Het grafmonument van Keesje Daniëls is een monument op begraafplaats Orthen in de Nederlandse stad 's-Hertogenbosch.

## Achtergrond
Cornelis Johannes Theodorus (Keesje) Daniëls (1903-1906) was een zoon van de Bossche arts Gerardus Johannes Petrus Daniëls en Paulina Maria Theresia van Wamel. Hij was bij zijn overlijden nog geen drie jaar oud. Zijn grafmonument werd gemaakt door de Haarlemse beeldhouwer Louis Vreugde en geplaatst ten westen van de bisschopskapel op de begraafplaats.

## Beschrijving
Het grafmonument bestaat uit een circa 1,50 m hoge zandstenen sculptuur van een op een wolk staande engel in gedrapeerd gewaad, met een ster op haar voorhoofd. In haar armen houdt zij een slapend jongetje, dat zijn armen om haar nek heeft geslagen. Het opschrift onder het beeld luidt: 

KEESJE DANIËLS
24 juni 1903
3 januari 1906

## Waardering
Het grafmonument werd in 2002 als rijksmonument in het Monumentenregister opgenomen, vanwege de "cultuurhistorische waarde als bijzondere uitdrukking van een sociale en geestelijke ontwikkeling, in het bijzonder de ontwikkeling van de katholieke grafcultuur, het is tevens van belang als illustratie van de typologische ontwikkeling van het kindergrafmonument. Het graf heeft kunsthistorisch belang vanwege de kwaliteit van de sculptuur en vanwege de plaats die het beeld inneemt binnen het oeuvre van L.J. Vreugde. Het graf heeft ensemblewaarden als onderdeel van een groter geheel met cultuurhistorische, architectuurhistorische en typologische samenhang. Het is gaaf bewaard gebleven en typologisch zeldzaam."